# Джашмэн, Изэдор Зигфрид
Изэдор Зигфрид Джашмэн (англ. Isadore Siegfried Jachman; 14 декабря 1922, Берлин — 4 января 1945, Бертонь) — старший сержант Армии США, погибший в бою во время Второй мировой войны, при защите бельгийского города Бертонь от немецкого нападения 4 января 1945 года. Посмертно награждён высшей воинской наградой США Медалью Почёта.

## Биография
Изэдор Зигфрид Джашмэн родился 14 декабря 1922 года в Берлине и был первым сыном Лео и Лотте Джашмэн. Когда Изэдору исполнилось два года, семья переехала в США. Он вырос в Балтиморе, штат Мэриленд и учился в средней школе Балтиморского городского колледжа, окончив его в 1939 году. У Джашмэна, еврея, были родственники, погибшие во время Холокоста. Поэтому в ноябре 1942 года он пошёл в армию.

### Медаль Почёта
513-й парашютно-пехотный полк и рота Джашмэна были скованы вражеской артиллерией, миномётами, стрелковым оружием и двумя танками, которые атаковали подразделение, причинив тяжёлые потери. Сержант Джашмэн покинул своё укрытие, бросился по открытой местности и схватил базуку у упавшего товарища. Затем он двинулся к танкам, которые сосредоточили свой огонь на нём. Выстрелив из базуки, он повредил один танк, и заставил обоих отступить.
Спустя несколько лет в деревне Фламирдж воздвигли статую, на которой неизвестный американский солдат сражался, защищая деревню. Позже, поиск армейских архивов доказал, что неизвестным солдатом является сержант Джашмэн. Поэтому к статуе добавили его имя и фамилию. Оружейная палата[что?] Изэдора Джашмэна находится по адресу 12100 Гринспринг Авеню, Овингс Миллс, Мэриленд. Его Медаль Почёта была вручена его семье в июне 1950 года.

#### Цитата
За выдающуюся храбрость и бесстрашие, выходящие за рамки служебного долга, во Фламирдж, Бельгия, когда 4 января 1945 года его рота была скована вражеским огнём артиллерии, миномётов и стрелкового оружия, 2 вражеских танка атаковали подразделение, нанеся тяжёлый урон. Старший сержант Джашмэн, видя отчаянное положение своих товарищей, покинул своё укрытие и полностью игнорируя собственную безопасность, бросился по открытой местности под градом огня и схватил базуку у упавшего товарища, напавшего на танки, которые сосредоточили огонь на нём. Выстрелив из оружия в одиночку, он повредил одного и заставил обоих отступить. Героический поступок Джашмэна, в котором он получил смертельные ранения, сорвал всю атаку врага, сделав высшую честь себе и парашютной пехоте.